# Episodi di Una famiglia del terzo tipo (sesta stagione)
La sesta e ultima stagione della serie televisiva Una famiglia del terzo tipo è stata trasmessa negli Stati Uniti dal 24 ottobre 2000 al 22 maggio 2001 sulla rete NBC.
In Italia è andata in onda in prima visione su Italia 1.
| nº | Titolo originale                       | Titolo italiano                     | Prima TV USA     | Prima TV Italia |
| -- | -------------------------------------- | ----------------------------------- | ---------------- | --------------- |
| 1  | Les Liaisons Dickereuses               | La sorella di Mary                  | 24 ottobre 2000  |                 |
| 2  | Fear and Loathing in Rutherford        | Chi ha paura di Harry e Sally?      | 31 ottobre 2000  |                 |
| 3  | InDickscretion                         | Una vita                            | 14 novembre 2000 |                 |
| 4  | Dick'll Take Manhattan (Part 1)        | Viaggio nella grande mela           | 21 novembre 2000 |                 |
| 5  | Dick'll Take Manhattan (Part 2)        | Nostalgia di casa                   | 28 novembre 2000 |                 |
| 6  | Why Dickie Can't Teach                 | Mestieri... dell'altro mondo        | 5 dicembre 2000  |                 |
| 7  | B.D.O.C.                               | Molestie sessuali                   | 12 dicembre 2000 |                 |
| 8  | Red, White & Dick                      | Spirito patriottico                 | 19 dicembre 2000 |                 |
| 9  | Dick Digs                              | Chi scava, trova... la luna nuziale | 9 gennaio 2001   |                 |
| 10 | There's No Business Like Dick Business | Magie aliene                        | 16 gennaio 2001  |                 |
| 11 | A Dick Replacement                     | La chiromante                       | 30 gennaio 2001  |                 |
| 12 | Dick's Ark                             | Uragano Sally                       | 6 febbraio 2001  |                 |
| 13 | You Don't Know Dick                    | Un concerto da non perdere          | 13 febbraio 2001 |                 |
| 14 | My Mother, My Dick                     | Di mamma ce n'è una sola            | 20 febbraio 2001 |                 |
| 15 | Glengarry Glen Dick                    | La multiproprietà                   | 17 aprile 2001   |                 |
| 16 | Dick Soup for the Soul                 | Cibo per l'anima                    | 1º maggio 2001   |                 |
| 17 | Mary Loves Scoochie (Part 1)           | L'ammiratore segreto                | 8 maggio 2001    |                 |
| 18 | Mary Loves Scoochie (Part 2)           | Pianeta Mondoscimmia                | 15 maggio 2001   |                 |
| 19 | The Thing That Wouldn't Die (Part 1)   | La confessione                      | 22 maggio 2001   |                 |
| 20 | The Thing That Wouldn't Die (Part 2)   | Addio, pianeta Terra!               | 22 maggio 2001   |                 |